# Mercado de materias primas

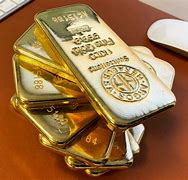
El oro es una de las commodities más usadas en el mercado de materias primas.

Un mercado de materias primas o mercado de commodities es un mercado que comercia con el sector económico primario en lugar de con productos manufacturados, como el cacao, la fruta, y el azúcar. Las materias primas duras se extraen de las minas, como el oro, la plata y el petróleo. Los agricultores llevan siglos utilizando una forma sencilla de comercio de derivados en el mercado de materias primas para gestionar el riesgo de los precios.
Un derivado financiero es un instrumento financiero cuyo valor se deriva de una materia prima denominada subyacente. Los derivados se negocian en bolsa o en mercados no organizados (OTC). Un número cada vez mayor de derivados se negocian a través de cámaras de compensación, algunas con compensación de contrapartida central, que prestan servicios de compensación y liquidación en una bolsa de futuros, así como fuera de bolsa en el mercado OTC.
Derivados como los contratos de futuros, los swaps (desde 1970) y las materias primas negociadas en bolsa (desde 2003) se han convertido en los principales instrumentos de negociación en los mercados de materias primas. Los futuros se negocian en bolsas de materias primas reguladas. Los contratos extrabursátiles (OTC) son «contratos bilaterales negociados en privado y celebrados directamente entre las partes contratantes».

## Índice de precios de materias primas
En 1934, la Oficina de Estadísticas Laborales de EE. UU. comenzó a calcular un índice diario de precios de los productos básicos que se hizo público en 1940. En 1952, la Oficina de Estadísticas Laborales publicó un Índice de Precios de Mercado al Contado que medía los movimientos de precios de «22 productos básicos sensibles cuyos mercados se supone que están entre los primeros en verse influidos por los cambios en las condiciones económicas. Como tal, sirve como una indicación temprana de cambios inminentes en la actividad empresarial».

## Fondo indexado a materias primas
Un fondo indexado a materias primas es un fondo cuyos activos se invierten en instrumentos financieros basados o vinculados a un índice de materias primas. En casi todos los casos, el índice es, de hecho, un índice de futuros de materias primas. El primer índice de este tipo fue el Dow Jones Commodity Index, que comenzó en 1933. El primer índice de futuros sobre materias primas prácticamente invertible fue el Goldman Sachs Commodity Index, creado en 1991 y conocido como «GSCI». El siguiente fue el Dow Jones AIG Commodity Index. Se diferenciaba del GSCI principalmente en las ponderaciones asignadas a cada materia prima. El DJ AIG disponía de mecanismos para limitar periódicamente la ponderación de cualquier materia prima y eliminar las materias primas cuya ponderación fuera demasiado pequeña. Tras los problemas financieros de AIG en 2008, los derechos del índice se vendieron a UBS y ahora se conoce como índice DJUBS. Otros índices de materias primas son el índice Reuters / CRB (que es el antiguo índice CRB reestructurado en 2005) y el índice Rogers.

## Bolsa de materias primas
Una bolsa de materias primas es un mercado en el que se negocian diversas materias primas y derivados. En la mayoría de los mercados de materias primas del mundo se negocian productos agrícolas y otras materias primas (como trigo, cebada, azúcar, maíz, algodón, cacao, café, productos lácteos, panceta de cerdo, petróleo, metales, etc.) y contratos basados en ellos. Estos contratos pueden incluir precios al contado, contratos a plazo, futuros y opciones sobre futuros. Otros productos sofisticados pueden incluir tipos de interés, instrumentos medioambientales, swaps o contratos de flete.

## Clases de materias primas negociadas

### Energía
Las materias primas energéticas incluyen el petróleo crudo, en particular el West Texas Intermediate (WTI) y el Brent, el gas natural, el gasóleo de calefacción, el etanol y el ácido tereftálico purificado. El hedging es una práctica habitual para estas materias primas.

### Metales

#### Metales preciosos
Los metales preciosos que se negocian actualmente en el mercado de materias primas son el oro, el platino, el paladio y la plata, que se venden por onza troy. Una de las principales bolsas de estos metales preciosos es COMEX.
Según el Consejo Mundial del Oro, las inversiones en oro son el principal motor del crecimiento del sector. Los precios del oro son muy volátiles, impulsados por grandes flujos de dinero especulativo.

#### Metales industriales
Los metales industriales se venden por toneladas métricas a través de la Bolsa de Metales de Londres y al COMEX. En la Bolsa de Metales de Londres se negocian cobre, aluminio, plomo, estaño, aleaciones de aluminio, níquel, cobalto y molibdeno. En 2007, el acero empezó a cotizar en la Bolsa de Metales de Londres.
El mineral de hierro ha sido la última incorporación a los derivados de metales industriales. El Deutsche Bank empezó a ofrecer swaps de mineral de hierro en 2008, y rápidamente le siguieron otros bancos. Desde entonces, el tamaño del mercado se ha más que duplicado cada año entre 2008 y 2012.

### Agricultura
Los productos básicos agrícolas incluyen cereales, alimentos y fibras, así como ganado y carne, diversos organismos reguladores definen los productos agrícolas.
El 21 de julio de 2010, el Congreso de Estados Unidos aprobó la Ley Dodd-Frank de Reforma de Wall Street y Protección del Consumidor con cambios en la definición de producto básico agrícola. La definición operativa utilizada por Dodd-Frank incluye «todas las demás materias primas que sean, hayan sido o se deriven de organismos vivos, incluida la vida vegetal, animal y acuática, que sean generalmente fungibles, dentro de sus respectivas clases, y se utilicen principalmente para la alimentación humana, la vivienda, la alimentación animal o la fibra natural». Se explicaron y enumeraron otras tres categorías.
En febrero de 2013, la Facultad de Derecho de la Universidad Cornell incluyó la madera, la soja, las semillas oleaginosas, el ganado (vacuno y porcino vivo) y los productos lácteos. Los productos básicos agrícolas pueden incluir la madera (madera y bosques), los cereales, excluidos los granos almacenados (trigo, avena, cebada, centeno, sorgo de grano, algodón, lino, forraje, heno domesticado, hierba nativa), hortalizas (patatas, tomates, maíz dulce, judías secas, guisantes secos, guisantes para congelar y enlatar), frutas (cítricos como naranjas, manzanas, uvas) maíz, tabaco, arroz, cacahuetes, remolacha azucarera, caña de azúcar, girasoles, uvas pasas, cultivos de vivero, frutos secos, complejo de la soja, especies de piscifactorías acuícolas como peces de aleta, moluscos, crustáceos, invertebrados acuáticos, anfibios, reptiles, o vida vegetal cultivada en explotaciones de plantas acuáticas.

### Diamantes
En 2012, el diamante no se comercializaba como mercancía. Los inversores institucionales se sintieron repelidos por la campaña contra los "diamantes de sangre", la estructura monopolística del mercado de diamantes y la falta de normas uniformes para la fijación de precios de los diamantes. En 2012, la SEC examinó una propuesta para crear el "primer fondo cotizado respaldado por diamantes" que cotizaría en línea en unidades de diamantes de un quilate con una cámara acorazada de almacenamiento y un punto de entrega en Amberes, sede de la Bolsa de Diamantes de Amberes. El fondo cotizado estaba respaldado por una empresa con sede en Nueva York llamada IndexIQ. IndexIQ ya había introducido 14 fondos cotizados en bolsa desde 2008.
Según los analistas de Citigroup, la producción anual de diamantes pulidos ronda los 18 000 millones de dólares. Al igual que el oro, los diamantes son fácilmente autentificables y duraderos. Los precios de los diamantes han sido más estables que los de los metales, ya que el monopolio mundial de diamantes De Beers llegó a tener casi el 90% (en 2013 se redujo al 40%) del mercado de diamantes nuevos.

### Otros mercados de materias primas
El caucho se negocia en la Bolsa de Materias Primas de Singapur en unidades de 1 kg cotizadas en centavos de dólar. El aceite de palma se negocia en el ringgit malayo en unidades de 1 kg a un precio de centavos de dólar. La lana se cotiza en el dólar australiano en unidades de 1 kg.